# Adam Szustak
Adam Szustak, né le 20 juillet 1978 à Myszków, est un prêtre catholique polonais, dominicain, prédicateur itinérant, aumônier universitaire, youtubeur, écrivain et auteur de livres audio.

## Biographie
Adam Stanisław Szustak OP effectue ses études au grand séminaire de l'archidiocèse de Częstochowa et fait sa première profession dans l'ordre des Prêcheurs (dominicains) le 18 août 2000, et prononce ses vœux perpétuels le 18 avril 2004. Il est ordonné prêtre le 4 décembre 2004. La même année, il soutient à l'Académie pontificale de théologie de Cracovie un mémoire de théologie sur l'économie trinitaire de saint Irénée de Lyon écrit sous la direction du père jésuite Henryk Pietras (pl) au collège de philosophie et de théologie des Dominicains (Kolegium Filozoficzno-Teologiczne Polskiej Prowincji Dominikanów).
De 2007 à 2012, il est aumônier de la communauté universitaire Beczka (pl) de Cracovie. Il crée en 2012 la fondation Malak dont l'objet est d'éditer et diffuser des livres, des enregistrements et des produits dérivés et d'aider à organiser des événements religieux et musicaux. 
La même année, il est nommé dans la communauté dominicaine de Łódź, et il devient prédicateur itinérant, assurant des retraites spirituelles et des prédications partout en Pologne et dans de nombreux pays étrangers. Il devient rapidement un des prédicateurs catholiques les plus demandés en liaison avec le succès de sa présence sur la Toile sur plusieurs sites. Il crée notamment la chaîne YouTube Langusta na palmie qui rassemble des chroniques, ses prédications, des rassemblements, dont le ton est souvent caractérisé par une forte présence d'humour. La série d'émissions matinales Wstawaki dépasse les 500 épisodes. Il contribue également à lancer le portail Internet Dominikanie.pl qui diffuse d'autres créations des dominicains polonais.
Même s'il s'adresse à toutes les générations, son succès est particulièrement fort chez les adolescents et les jeunes adultes. Certains tenants du traditionalisme catholique l'accusent de ne pas être fidèle à l'enseignement de l'Église et de tenir des propos tendant vers le protestantisme voire vers l'« hérésie diabolique ».

## Publications

### Livres
- Osioł w raju. O kochającym Bogu i upartym człowieku (éd. Fides, Cracovie 2010, éd. Fundacja Malak, Cracovie 2013)
- Ewangelia dla nienormalnych (éd. Fides, Cracovie 2011, éd. Fundacja Malak, Cracovie 2015)
- Upojeni Bogiem (éd. Fides, Cracovie 2011)
- Błogosławieństwo ma moc, czyli o sile Twojego słowa (éd. gloria24.pl, Cracovie 2012 – avec Karol Sobczyk)
- Postne smaki (éd. Fides, Cracovie  2012)
- Wilki dwa. Męska przeprawa przez życie (éd. Znak, Cracovie  2014 – avec Robert "Litza" Friedrich (pl))
- Góra obietnic (éd. W drodze, Cracovie  2015)
- Plaster miodu (éd. Znak, Cracovie  2015)
- #jeszcze5minutek (éd. Stacja7 et Znak, Cracovie  2016)
- Serce w serce. Komentarz do Księgi Rut (éd. Fundacja Malak, Cracovie  2016)
- Garnek Strachu. Droga do dojrzałości (éd. RTCK, Nowy Sącz 2017)
- Oto człowiek. Droga krzyżowa z Jerozolimy (éd. Rafael, Cracovie  2017)
- Wilki dwa. W obronie stada (éd. Stacja7 et Znak, Cracovie  2017 – avec Robert "Litza" Friedrich)
- Straszna książka (éd. Stacja7, avec le père Marcin Kowalski)
- Szusta rano (éd. Stacja 7, 2019)
- Nocny Złodziej (éd. Stacja 7, 2019)
- Projekt Judyta. Czym jest siła kobiety? (éd. RTCK, 2019)
- Projekt Jonasz. Czym jest siła mężczyzny? (éd. RTCK, 2019)
- Spowiedź. Instrukcja obsługi (éd. Fundacja Malak, 2019)

## Récompenses et distinctions
- 2016 : Prix du public lors des Grand Video Awards organisé par le magazine professionnel Press (pl) (catégorie du meilleur blog vidéo)